# 罗伯特·容克
罗伯特·容克（德語：Robert Jungk，1913年5月11日—1994年7月14日），奥地利作家、记者，主要创作与核武器相关的文学作品。
其父親為德國著名演員馬克斯·榮克。